# In Chae-keun
Chae Keun est une femme politique sud-coréenne, membre de l'Assemblée nationale de Corée du Sud depuis 2012. Elle est veuve de Kim Geun-tae, ancien dirigeant du parti Uri. Tous deux ont reçu le prix Robert F. Kennedy des droits de l'homme en 1987, après avoir été torturés et emprisonnés par la police sud-coréenne lorsqu'ils militaient contre le régime militaire.